# Cadan Murley
Cadan Murley (Frimley, 31 luglio 1999) è un rugbista internazionale per l'Inghilterra, tre quarti ala dell'Harlequins.

## Biografia
Nativo di Frimley, esordì in prima squadra dell'Harlequins nel 2018 in Coppa Anglo-Gallese, e nella stagione successiva debuttò in Premiership.
Con il club londinese si aggiudicò la finale di Premiership 2020-21; l'anno seguente fu il secondo miglior realizzatore di mete del campionato con 15 dietro Max Malins; con lo stesso score risultò invece il miglior realizzatore della stagione 2022-23.
Fa parte della rosa della nazionale inglese già dal Sei Nazioni 2023 ed è stato convocato per i trial in vista della Coppa del Mondo, anche se non ha ancora debuttato e non è stato ricompreso nella rosa che prende parte alla manifestazione.

## Palmarès
- Premiership: 1
Harlequins: 2020-21